# Сантини, Кршеван
Крше́ван Санти́ни (хорв. Krševan Santini; 11 апреля 1987, Задар, СФРЮ) — хорватский футболист, вратарь.

## Биография
С 2010 по 2013 года играл в команде «Интер» (Запрешич), за который провел 76 матчей, в которых пропустил 89 голов. В зимнее межсезонье сезона 2012/13 Сантини был вынужден искать новый клуб.
Приехав на сбор луганской «Зари», Кршеван смог проявить хорошее впечатление на тренера, после чего, заключил контракт с клубом на полгода. В конце сезона 2012/13, благодаря хорошей игре, стал «первым» номером «Зари» и продлил контракт ещё на 2 года.
7 января 2016 года официально стал игроком кипрского клуба «Эносис».
В 2018 году перешёл из «Интера» Запрешич в «Осиек».